# Gangnam-daero

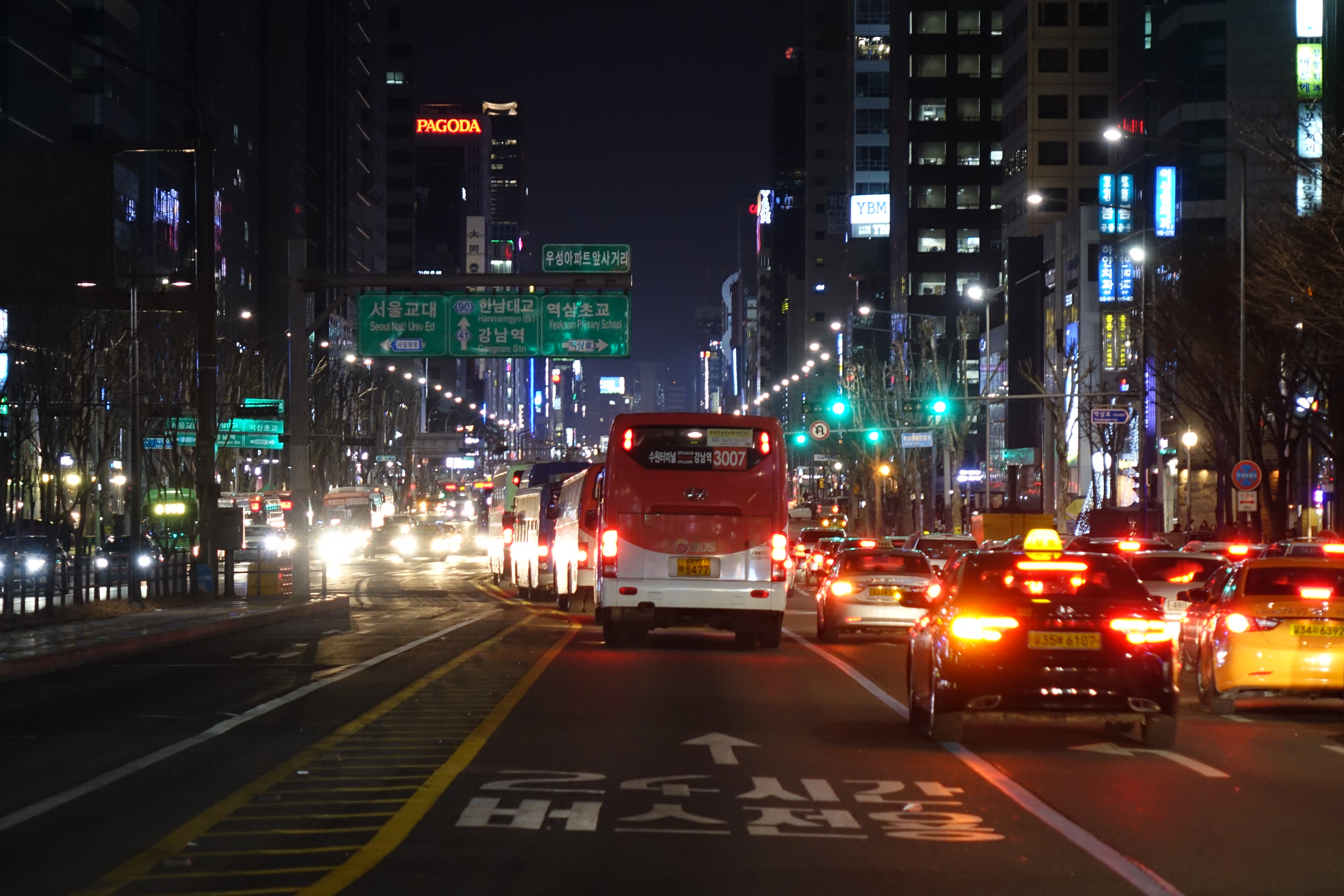
Gangnam-daero (ngã tư trước Chung cư Woosung)

Các dấu hiệu liên quan đến Đường cao tốc đô thị Seoul Tuyến 41 được hiển thị rộng rãi trên Gangnam-daero

Gangnam-daero (Tiếng Hàn: 강남대로, Hanja: 江南大路) là một con đường khứ hồi có 10 làn xe nối Giao lộ Yeomgok ở Yeomgok-dong, Seocho-gu, Seoul đến đầu phía nam của cầu Hannam ở Sinsa-dong, Gangnam-gu, Seoul. Toàn bộ đoạn này tương ứng với Tuyến đường thành phố Seoul số 41 và từ Ga Yangjae đến Cầu Hannam là điểm kết nối giữa Gangnam-gu và Seocho-gu. Trong số tất cả các đoạn của Gangnam-daero, lưu lượng giao thông trung bình hàng ngày từ Hannam IC ở Jamwon-dong, Seocho-gu đến Cầu Hannam là 161.741, lớn nhất ở Hàn Quốc. 
Tuyến Shinbundang chạy qua Gangnam-daero.

## Lộ trình
| Điểm                                                                      | Tuyến đường kết nối                                                       | Vị trí                                                                    | Vị trí                                                                    | Vị trí                                                                    | Ghi chú                                                                   |
| Kết nối trực tiếp với Heolleung-ro trên Tuyến đường thành phố Seoul số 47 | Kết nối trực tiếp với Heolleung-ro trên Tuyến đường thành phố Seoul số 47 | Kết nối trực tiếp với Heolleung-ro trên Tuyến đường thành phố Seoul số 47 | Kết nối trực tiếp với Heolleung-ro trên Tuyến đường thành phố Seoul số 47 | Kết nối trực tiếp với Heolleung-ro trên Tuyến đường thành phố Seoul số 47 | Kết nối trực tiếp với Heolleung-ro trên Tuyến đường thành phố Seoul số 47 |
| ------------------------------------------------------------------------- | ------------------------------------------------------------------------- | ------------------------------------------------------------------------- | ------------------------------------------------------------------------- | ------------------------------------------------------------------------- | ------------------------------------------------------------------------- |
| Ngã tư Yeomgok                                                            | Quốc lộ 47 Yangjae-daero                                                  | Seoul                                                                     | Seocho-gu                                                                 | Yeomgok-dong                                                              |                                                                           |
| Ngã ba lối vào trường trung học Gugak                                     | Dongsan-ro                                                                | Seoul                                                                     | Seocho-gu                                                                 | Yangjae-dong                                                              |                                                                           |
| Ngã ba rừng công dân                                                      | Maeheon-ro                                                                | Seoul                                                                     | Seocho-gu                                                                 | Yangjae-dong                                                              |                                                                           |
| Ngã ba Yeongdong 1-gyo                                                    | Mabong-ro                                                                 | Seoul                                                                     | Seocho-gu                                                                 | Yangjae-dong                                                              |                                                                           |
|                                                                           | Yangjaecheon-ro                                                           | Seoul                                                                     | Seocho-gu                                                                 | Yangjae-dong                                                              |                                                                           |
| Ngã tư lối vào Trung tâm Phát triển Giáo dục                              | Baumoe-ro                                                                 | Seoul                                                                     | Seocho-gu                                                                 | Yangjae-dong                                                              |                                                                           |
| Ngã tư Ga Yangjae                                                         | Nambusunhwan-ro                                                           | Seoul                                                                     | Gangnam-gu                                                                | Dogok-dong                                                                |                                                                           |
| Ngã tư Bang bang                                                          | Hyoryeong-ro, Dogok-ro                                                    | Seoul                                                                     | Seocho-gu                                                                 | Seocho-dong                                                               |                                                                           |
| Ngã tư trước chung cư Woosung                                             | Saimdang-ro, Yeoksam-ro                                                   | Seoul                                                                     | Seocho-gu                                                                 | Seocho-dong                                                               |                                                                           |
| Ngã tư Ga Gangnam                                                         | Seocho-daero, Teheran-ro                                                  | Seoul                                                                     | Seocho-gu                                                                 | Seocho-dong                                                               |                                                                           |
| Ngã tư Toà nhà Kyobo (Ga Sinnonhyeon)                                     | Sapyeong-daero, Bongeunsa-ro                                              | Seoul                                                                     | Seocho-gu                                                                 | Seocho-dong                                                               |                                                                           |
| Ngã tư Ga Nonhyeon                                                        | Sinbanpo-ro, Hakdong-ro                                                   | Seoul                                                                     | Gangnam-gu                                                                | Nonhyeon-dong                                                             |                                                                           |
| Ngã tư Ga Sinsa                                                           | Naruteo-ro, Dosan-daero                                                   | Seoul                                                                     | Gangnam-gu                                                                | Nonhyeon-dong                                                             |                                                                           |
| Hannam IC                                                                 | Đường cao tốc Gyeongbu, Jamwon-ro, Apgujeong-ro                           | Seoul                                                                     | Gangnam-gu                                                                | Apgujeong-dong                                                            |                                                                           |
| Giao lộ phía nam cầu Hannam                                               | Tuyến đường thành phố Seoul số 88 Olympic-daero                           | Seoul                                                                     | Seocho-gu                                                                 | Jamwon-dong                                                               |                                                                           |
| Phía Nam cầu Hannam                                                       | Tuyến đường thành phố Seoul số 70 Gangbyeonbuk-ro                         | Seoul                                                                     | Gangnam-gu                                                                | Sinsa-dong                                                                |                                                                           |
| Kết nối trực tiếp với Hannam-daero trên Tuyến đường thành phố Seoul số 41 |                                                                           |                                                                           |                                                                           |                                                                           |                                                                           |

## Làn dành riêng cho xe buýt ở giữa
Khai trương vào ngày 1 tháng 7 năm 2004, nó hiện đang chạy từ Viện Phát triển Giáo dục Hàn Quốc đến ga Sinsa. Tuy nhiên, sân ga rất xa so với mỗi ga tàu điện ngầm ở làn đường trung tâm.